# Preadanismo
El preadanismo fue una opinión sostenida a mediados del siglo XVII por Isaac de La-Peyrère (1594-1676) y gentilhombre de la Casa de Luis II de Borbón o Príncipe de Condé, en un libro publicado en el año 1655, titulado Praedamite (Praeadamitae..., Ámsterdam: L. & D. Elzevier, 1655; edición más reciente: I preadamiti = Praedamitae: 1655, Macerata: Quodlibet, 2004).
La Peyrère pretendía en este libro que Adán no fue el primer hombre, sino únicamente el tronco del pueblo hebreo, y que antes de Adán la Tierra ya estaba cubierta de poblaciones "preadamitas" y se fundamentaba en algunas expresiones del propio Génesis y en un pasaje del capítulo V de la Epístola a los romanos de San Pablo
Posteriormente, La Peyrère se retractó de lo dicho y abjuró del calvinismo.
En el año 1987 se publicó la biografía de La Peyrère en Leiden y Nueva York, editada por E.J. Brill y cuyo autor es Richard Henry Popkin, con el título Isaac La Peyrère (1596-1676): his life, work, and influence.